# Atbara-Eisenbahnbrücke
Die Atbara-Eisenbahnbrücke ist eine Stahl-Balkenbrücke für den Eisenbahnverkehr über den Fluss Atbara im Sudan.
Die Brücke liegt im Süden der Stadt Atbara. Sie wurde von 1910 bis 1911 von der Cleveland Bridge & Engineering Co. im Auftrag der britischen Kolonialverwaltung des Anglo-Ägyptischen Sudans errichtet.
Sie hat eine Gesamtlänge von 336 Metern und besteht dabei aus sieben 48 Meter langen Fachwerkträgern, deren Enden jeweils auf einem Rundpfeilerpaar ruhen.

## Geschichte
Ihr vorausgegangen war eine Behelfsbrücke aus Holz, die 1898 nach der Niederlage der Mahdisten errichtet wurde, um die Eisenbahnstrecke bis nach Khartum erweitern zu können. Allerdings wurde die Holzbrücke bereits 1899 durch ein Hochwasser zerstört, so dass eine stabilere Konstruktion notwendig wurde.